# The Man Comes Around
The Man Comes Around — титульна пісня з диску Джонні Кеша «American IV: The Man Comes Around» (2002 року), написана за кілька років до релізу альбому. Текст як самої пісні так і речитативу містить численні цитати з книги «Апокаліпсису».

## У популярній культурі
- Титульний трек «Світанку мерців» 2004 року;
- У титрах останнього епізоду серіалу «Покоління вбивць» (2008);
- В одинадцятому епізоді першого сезону «Чорного списку»;
- У фінальних титрах фільма "Логан: Росомаха" (2017).